# Moÿ-de-l'Aisne (tổng)
Tổng Moÿ-de-l'Aisne là một tổng ở tỉnh Aisne trong vùng Hauts-de-France.

## Địa lý
Tổng này được tổ chức xung quanh Moÿ-de-l'Aisne thuộc quận Saint-Quentin. Độ cao thay đổi từ 49 m (Vendeuil) đến 126 m (Benay) với độ cao trung bình 85 m.

## Hành chính
| Giai đoạn | Ủy viên         | Đảng | Tư cách |
| --------- | --------------- | ---- | ------- |
| 2008-2014 | Frédéric Martin | PS   |         |
| 2001-2008 | Bernard Testu   | RPR  |         |

## Các đơn vị cấp dưới
Tổng Moÿ-de-l'Aisne gồm 17 xã với dân số là 7 752 người (điều tra năm 1999, dân số không tính trùng)
| Xã                 | Dân số | Mã bưu chính | Mã insee |
| ------------------ | ------ | ------------ | -------- |
| Alaincourt         | 465    | 2240         | 02009    |
| Benay              | 187    | 2440         | 02066    |
| Berthenicourt      | 200    | 2240         | 02075    |
| Brissay-Choigny    | 301    | 2240         | 02123    |
| Brissy-Hamégicourt | 626    | 2240         | 02124    |
| Cerizy             | 48     | 2240         | 02149    |
| Châtillon-sur-Oise | 128    | 2240         | 02170    |
| Essigny-le-Grand   | 1 196  | 2690         | 02287    |
| Gibercourt         | 37     | 2440         | 02345    |
| Hinacourt          | 41     | 2440         | 02380    |
| Itancourt          | 1 048  | 2240         | 02387    |
| Ly-Fontaine        | 87     | 2440         | 02446    |
| Mézières-sur-Oise  | 567    | 2240         | 02483    |
| Moÿ-de-l'Aisne     | 1 002  | 2610         | 02532    |
| Remigny            | 369    | 2440         | 02639    |
| Urvillers          | 594    | 2690         | 02756    |
| Vendeuil           | 856    | 2800         | 02775    |

## Biến động dân số
| 1962                                                     | 1968  | 1975  | 1982  | 1990  | 1999  |
| -------------------------------------------------------- | ----- | ----- | ----- | ----- | ----- |
| 6 875                                                    | 7 264 | 7 144 | 7 596 | 8 014 | 7 752 |
| Nombre retenu à partir de 1962 : dân số không tính trùng |       |       |       |       |       |